# Aarhus Havn
Aarhus Havn er en erhvervs- og trafikhavn beliggende i Aarhus. Den er landets største erhvervshavn med en markedsandel på ca. 65 % for containere bulkhavn. Færgehavnen betjener ca. 1,5 mio. personbiler og 3 mio. passagerer årligt.
I 2022 håndterede Aarhus Havn omkring 11. mio tons.
Havnen er en selvstyrehavn, som ejes af Aarhus Kommune, hvis borgmester (p.t. Anders Winnerskjold) er født formand for havnens bestyrelse på i alt ni personer bestående af tre medlemmer af byrådet, samt fem erhvervsfolk og et medarbejdervalgt medlem. Den daglige ledelse forestås af havnedirektør Thomas Haber Borch . Aarhus Havn beskæftiger ca. 150 virksomheder og i omegnen af 10.000 medarbejdere.